# IV. Anasztáz pápa
IV. Anasztáz (Róma, 1073 – Róma, 1154. december 3.) uralkodói néven lépett fel a katolikus egyház történetének 168. pápája. Anasztáz alig több mint egyéves pontifikátusa a béketeremtés jegyében zajlott. A legtöbb hosszan húzódó vitára pontot tett, és a nemzetközi kapcsolatokat is igyekezett helyrebillenteni.
Eredetileg Corrado della Suburra néven született Rómában. A krónikák nem írnak sokat pályájáról és származásáról, az azonban bizonyos, hogy apját Benedictusnak hívták, és nemesi származású volt. Az egyházi neveltetés után Corrado az Úr útját választotta hivatásának, és évek múltán a Santa Sabina-templom bíborosává vált. 1130-ban részt vett a kettős pápaválasztásban, ahol II. Anacletus ellen foglalt állást. Segített II. Incének elhagyni a várost, és annak távollétében Itália pápai helytartója, vikáriusa volt.
Jenő halála után a klérus Barbarossa Frigyes, német király támogatását a konstanzi szerződés által maga mögött tudva nem igyekezett annyira a választással, mint az elmúlt négy egyházfő esetében. Így a konklávé évek óta először ismét a Lateránban ülhetett össze, ahol 1153. július 12-én választották meg Corrado bíborost az egyház fejének, aki a koronázási ünnepségen felvette a IV. Anasztáz nevet.
A békés természetű egyházfő véget akart vetni az évtizedes ellenségeskedéseknek, ezért felújította kapcsolatait Barbarossa Frigyessel. A császár támogatásáról biztosította Anasztázt, és ezzel a pápa visszavonulásra késztette a római köztársaságpárti nemességet. Sikerült véget vetnie császár és a cisztercita rend régi vitájának a magdeburgi érseki szék odaítéléséről. Anasztáz Frigyes oldalára állt, és egyházfőként Yorki (Szent) Vilmost nevezte ki az egyházmegye élére.
1154-ben újjáalakította a tarragonai érsekséget, és alárendelte Girona, Barcelona, Urgel, Osona, Lérida, Tortosa, Zaragoza, Huesca, Pamplona, Tarragona and Calahorra körzetét.
Rómában felújíttatta a római Pantheont és a közelében apostoli palotát építtetett. Több kiváltságot is adott a jeruzsálemi johannita lovagrendnek. Rövid pontifikátusából még néhány levele és elmélkedése maradt fenn a Szentháromságról.
1154. december 3-án halt meg.

## Művei
- Documenta Catholica Omnia (latin nyelven). (Hozzáférés: 2011. december 6.)